# Stigmatochromis woodi

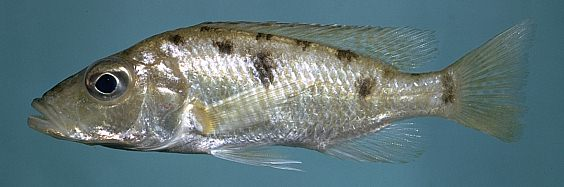
Jungfisch

Stigmatochromis woodi (Synonym.: Haplochromis woodi) ist eine Buntbarschart, die endemisch im ostafrikanischen Malawisee und im oberen Shire vorkommt. Die Art wurde zu Ehren des britischen, im damaligen Nyassaland, dem heutigen Malawi, lebenden Naturforschers Rodney Carrington Wood benannt.

## Merkmale
Die Fischart kann eine Länge von 25 cm bis 30 cm erreichen und hat einen stärker gestreckten Körper als die meisten anderen Buntbarsche des Malawisees. Das Maul ist groß, der Unterkiefer steht vor. Männchen sind grünlich-golden gefärbt mit einer dunkleren, bei dominanten Männchen schwärzlichen Bauchseite. Die Lippen, die Kopfunterseite und die Brust sind grünblau. Die Rücken- und die Schwanzflosse sind dunkelblau und orange gefleckt und gesäumt. Die Afterflosse ist bräunlich oder rotbraun und zeigt einige undeutliche weißlich gelbe Eiflecke. Die Bauchflossen sind dunkelbraun bis schwarz und vorne weiß gesäumt. Weibchen und Jungfische sind bräunlich bis silbrig und zeigen auf den Körperseiten dunkle Querbinden oder drei dunkle Flecke, einen in der Mitte, einen unterhalb des hinteren, weichstrahligen Abschnitts der Rückenflosse und den dritten auf dem Schwanzstiel. Eine Reihe kleinerer dunkler Flecke liegt direkt unterhalb der Rückenflosse.
- Flossenformel: Dorsale XV–XVI/9–10, Anale III/9–10.
- Schuppenformel: mLR 32–33.[3]

## Lebensweise
Stigmatochromis woodi lebt paarweise oder in größeren Gruppen vor allem über offenen Sandflächen, auch in größeren Wassertiefen bis zu 70 Metern. Er ernährt sich vor allem von anderen Fischen. Wie alle haplochrominen Buntbarsche ist Stigmatochromis woodi ein ovophiler Maulbrüter, bei dem das Weibchen die Brutpflege übernimmt. Zum Ablaichen bauen die Männchen einen Sandtrichter in Tiefen von 20 bis 40 Metern. Maulbrütende Weibchen halten sich in flacheren Zonen auf.